# Eurysthaea veniseta
Eurysthaea veniseta är en tvåvingeart som beskrevs av Louis-Paul Mesnil 1968. Eurysthaea veniseta ingår i släktet Eurysthaea och familjen parasitflugor.
Artens utbredningsområde är Pakistan. Inga underarter finns listade i Catalogue of Life.